# Nati nel 1953/Dicembre
| Questa pagina contiene informazioni ricavate automaticamente dalle voci biografiche con l'ausilio del template Bio e di un bot. L'aggiornamento è periodico e automatico e ricostruisce completamente la pagina. Se manca una persona in questa lista, sei pregato di non aggiungerla, ma accertati piuttosto che la sua voce biografica contenga il template Bio e che i dati anagrafici siano correttamente compilati. Se il template Bio manca, inseriscilo tu stesso o, in alternativa, metti l'avviso {{tmp\|Bio}} che ne segnala la mancanza. Se i dati riportati sono sbagliati, correggi direttamente la voce biografica; le modifiche saranno visibili in questa lista entro pochi giorni. Per chiarimenti vedi il progetto biografie. La lista contiene solo le 232 persone che sono citate nell'enciclopedia e per le quali è stato implementato correttamente il template Bio. Pagina aggiornata al 10 ago 2025. |

- 1º dicembre - Victor Ambros, biologo statunitense
- 1º dicembre - Barbara Brezigar, giurista e politica slovena
- 1º dicembre - Antoine de Caunes, attore, regista e conduttore televisivo francese
- 1º dicembre - Walter Muir, ex calciatore scozzese
- 1º dicembre - Judith Quiñones, ex cestista boliviana
- 2 dicembre - Adrian Amstutz, politico e imprenditore svizzero
- 2 dicembre - Manfred Beer, ex biatleta tedesco
- 2 dicembre - Kalle Björklund, allenatore di calcio e ex calciatore svedese
- 2 dicembre - Peter Fletcher, ex calciatore inglese
- 2 dicembre - Carlos García Palermo, scacchista argentino
- 2 dicembre - Antonio Guzmán, ex calciatore spagnolo
- 2 dicembre - Paco Herrera, allenatore di calcio e ex calciatore spagnolo
- 2 dicembre - Rita Pedrali, ex calciatrice italiana
- 2 dicembre - Monique Supeley, ex cestista belga
- 2 dicembre - John Whitesell, regista e produttore televisivo statunitense
- 3 dicembre - Patrick Angus, pittore statunitense († 1992)
- 3 dicembre - Gianfranco Cabiddu, regista e sceneggiatore italiano
- 3 dicembre - Patrick Chamoiseau, scrittore francese
- 3 dicembre - Robert Guédiguian, regista, sceneggiatore e produttore cinematografico francese
- 3 dicembre - Greg Jones, ex sciatore alpino statunitense
- 3 dicembre - Franz Klammer, ex sciatore alpino austriaco
- 3 dicembre - Ágata Lys, attrice spagnola († 2021)
- 3 dicembre - Abdullah Mayouf, ex calciatore kuwaitiano
- 3 dicembre - Crisostomo Ayson Yalung, vescovo cattolico filippino
- 4 dicembre - Jean-Pierre Darroussin, attore francese
- 4 dicembre - Susú Pecoraro, attrice argentina
- 4 dicembre - Jean-Marie Pfaff, ex calciatore e allenatore di calcio belga
- 4 dicembre - Joanne Maria Pini, compositore italiano
- 4 dicembre - Maryam Rajavi, diplomatica iraniana
- 4 dicembre - Francis Rooney, politico e ambasciatore statunitense
- 4 dicembre - Mario Scarpetta, attore italiano († 2004)
- 4 dicembre - Jenny Sorrenti, musicista e cantautrice italiana
- 4 dicembre - Csaba Ternyák, arcivescovo cattolico ungherese
- 5 dicembre - Jean Back, scrittore lussemburghese
- 5 dicembre - Christopher Guard, attore britannico
- 5 dicembre - Jamie McCourt, politica e diplomatica statunitense
- 5 dicembre - Bob Sanders, allenatore di football americano statunitense
- 5 dicembre - Howie Seago, attore statunitense
- 5 dicembre - Phumtham Wechayachai, politico thailandese
- 6 dicembre - Gina Hecht, attrice statunitense
- 6 dicembre - Tom Hulce, attore e produttore teatrale statunitense
- 6 dicembre - Masami Kurumada, fumettista giapponese
- 6 dicembre - Giovanni Perissinotto, dirigente d'azienda italiano
- 6 dicembre - Francisco Rubio, allenatore di calcio e ex calciatore francese
- 6 dicembre - Dwight Stones, ex altista e commentatore televisivo statunitense
- 7 dicembre - Riccardo Albini, giornalista italiano
- 7 dicembre - Vukica Mitić, cestista jugoslava († 2019)
- 7 dicembre - Naledi Pandor, politica e docente sudafricana
- 8 dicembre - Kim Basinger, attrice e ex modella statunitense
- 8 dicembre - Norman Finkelstein, storico, politologo e attivista statunitense
- 8 dicembre - Manuel Gómez Pereira, regista e sceneggiatore spagnolo
- 8 dicembre - Jesús India, ex calciatore spagnolo
- 8 dicembre - Sam Kinison, comico, cabarettista e attore statunitense († 1992)
- 8 dicembre - Władysław Kozakiewicz, ex astista polacco
- 8 dicembre - Keiko Nagaoka, politica giapponese
- 9 dicembre - Maria Bonino, pediatra italiana († 2005)
- 9 dicembre - Vito Chimenti, calciatore italiano († 2023)
- 9 dicembre - Carlo Degli Esposti, produttore cinematografico italiano
- 9 dicembre - Piera Detassis, giornalista, saggista e critica cinematografica italiana
- 9 dicembre - György Dörner, attore e doppiatore ungherese
- 9 dicembre - Pasquale Fiore, allenatore di calcio e ex calciatore italiano
- 9 dicembre - World B. Free, ex cestista e dirigente sportivo statunitense
- 9 dicembre - Jean-Louis Gasset, allenatore di calcio e ex calciatore francese
- 9 dicembre - Giuseppe Gergati, ex cestista italiano
- 9 dicembre - John Malkovich, attore e produttore cinematografico statunitense
- 9 dicembre - Steve Mills, calciatore inglese († 1988)
- 9 dicembre - Nosrat Panahi Nejad, regista e fotografo iraniano
- 9 dicembre - Jill Saward, cantante, musicista e compositrice britannica
- 9 dicembre - Jan Simoen, ex calciatore belga
- 10 dicembre - Rainer Adrion, ex calciatore, dirigente sportivo e allenatore di calcio tedesco
- 10 dicembre - Eugenio Colombo, sassofonista, flautista e compositore italiano
- 10 dicembre - Giuseppe D'Avanzo, giornalista e scrittore italiano († 2011)
- 10 dicembre - Friedhelm Funkel, allenatore di calcio e ex calciatore tedesco
- 10 dicembre - Luis Gutiérrez, politico e attivista statunitense
- 10 dicembre - Nicolas Schmit, politico lussemburghese
- 10 dicembre - Diane Schuur, cantante e pianista statunitense
- 10 dicembre - Steve Sherwood, ex calciatore inglese
- 10 dicembre - Janny Wurts, illustratrice e scrittrice statunitense
- 11 dicembre - Eben Alexander, scrittore statunitense
- 11 dicembre - Anneli Alhanko, ballerina e attrice svedese
- 11 dicembre - Bess Armstrong, attrice statunitense
- 11 dicembre - Hildson Bentes Lira, ex calciatore brasiliano
- 11 dicembre - Carolyn Beug, regista statunitense († 2001)
- 11 dicembre - Ilona Békési, ginnasta ungherese
- 11 dicembre - Richard Carter, attore e comico australiano († 2019)
- 11 dicembre - Brenda Hillhouse, attrice statunitense
- 11 dicembre - Andrej Vadimovič Makarevič, cantante e chitarrista russo
- 11 dicembre - Leonardo Menichini, allenatore di calcio e ex calciatore italiano
- 11 dicembre - Randa Chahal Sabag, regista e sceneggiatrice libanese († 2008)
- 11 dicembre - Guido Salvini, ex magistrato italiano
- 11 dicembre - Alan Van Heerden, ciclista su strada e pistard sudafricano († 2009)
- 12 dicembre - Raffaele Aurisicchio, politico italiano († 2024)
- 12 dicembre - Darrell L. Bock, biblista e saggista statunitense
- 12 dicembre - Randy Coffield, giocatore di football americano statunitense
- 12 dicembre - Bruce Kulick, chitarrista statunitense
- 12 dicembre - Raffaele Masto, scrittore, giornalista e conduttore radiofonico italiano († 2020)
- 12 dicembre - Dave Meniketti, cantante e chitarrista statunitense
- 12 dicembre - Massimo Mucchetti, giornalista e politico italiano
- 12 dicembre - Karl Renz, oratore e mistico tedesco
- 12 dicembre - Ajmer Singh, ex cestista indiano
- 13 dicembre - Ben Bernanke, economista statunitense
- 13 dicembre - Bob Gainey, allenatore di hockey su ghiaccio, ex hockeista su ghiaccio e dirigente sportivo canadese
- 13 dicembre - Anat Gov, drammaturga israeliana († 2012)
- 13 dicembre - Zoltán Magyar, ex ginnasta ungherese
- 13 dicembre - Marina Tagliaferri, attrice e doppiatrice italiana
- 13 dicembre - Pat Torpey, batterista statunitense († 2018)
- 14 dicembre - Vijay Amritraj, ex tennista, attore e telecronista sportivo indiano
- 14 dicembre - Vangelīs Meimarakīs, politico e avvocato greco
- 14 dicembre - Luís Norton de Matos, allenatore di calcio, dirigente sportivo e ex calciatore portoghese
- 15 dicembre - Nawaf Salam, diplomatico e giurista libanese
- 15 dicembre - Constantin Alexandru, lottatore rumeno († 2014)
- 15 dicembre - J.M. DeMatteis, fumettista, scrittore e sceneggiatore statunitense
- 15 dicembre - Francisco Fadul, politico guineense
- 15 dicembre - John Hsane Hgyi, vescovo cattolico birmano († 2021)
- 15 dicembre - Gary MacDonald, ex nuotatore canadese
- 15 dicembre - Giovanni Nuvoli, attivista italiano († 2007)
- 15 dicembre - Ghigo Renzulli, musicista italiano
- 15 dicembre - András Sallay, ex danzatore su ghiaccio ungherese
- 15 dicembre - Robert Charles Wilson, autore di fantascienza canadese
- 16 dicembre - Aršak Petrosyan, scacchista armeno
- 16 dicembre - Emmanuel Piñol, politico filippino
- 16 dicembre - Carlos Ron, allenatore di calcio e ex calciatore ecuadoriano
- 17 dicembre - Oleksandr Henrichovyč Beljavs'kyj, scacchista sloveno
- 17 dicembre - Mimma Greco, ex calciatrice italiana
- 17 dicembre - Samuel Hadida, produttore cinematografico marocchino († 2018)
- 17 dicembre - Barry Livingston, attore statunitense
- 17 dicembre - Sally Menke, montatrice statunitense († 2010)
- 17 dicembre - Ikue Mori, musicista e compositrice giapponese
- 17 dicembre - Ksenija Prohaska, attrice e cantante croata
- 17 dicembre - Bill Pullman, attore statunitense
- 17 dicembre - Kjell Tennfjord, allenatore di calcio e dirigente sportivo norvegese
- 18 dicembre - Kevin Beattie, calciatore e allenatore di calcio britannico († 2018)
- 18 dicembre - David Chipperfield, architetto britannico
- 18 dicembre - José Antonio Gómez Urrutia, politico cileno
- 18 dicembre - Jeff Kober, attore statunitense
- 18 dicembre - David A. Levy, politico statunitense
- 18 dicembre - Emilio Montano, ex tennista messicano
- 18 dicembre - Joe Pace, ex cestista statunitense
- 18 dicembre - Peter Sarnak, matematico sudafricano
- 18 dicembre - Jim West, chitarrista e compositore canadese
- 19 dicembre - Mariza Antonietta Bafile, politica italiana
- 19 dicembre - Ronald Hutton, storico britannico
- 19 dicembre - Magda Kerssebeeck, ex cestista belga
- 19 dicembre - Michal Klasa, ex ciclista su strada ceco
- 19 dicembre - Jan Knudsen, calciatore norvegese († 1999)
- 19 dicembre - Benoît Régent, attore francese († 1994)
- 20 dicembre - Eduardo Bacas, ex calciatore argentino
- 20 dicembre - Ornella Barra, imprenditrice italiana
- 20 dicembre - Knut Fleckenstein, politico tedesco
- 20 dicembre - Maurizio Gervasoni, vescovo cattolico italiano
- 20 dicembre - Andrea Guarino, ex politico italiano
- 20 dicembre - Herminio Menéndez, ex canoista spagnolo
- 20 dicembre - Jim Zoet, ex cestista canadese
- 21 dicembre - Svetislav Basara, scrittore serbo
- 21 dicembre - Paul Cooper, ex calciatore britannico
- 21 dicembre - Emanuele Gattelli, ex calciatore italiano
- 21 dicembre - Alfio Ghisdulich, velocista, lunghista e triplista italiano († 2006)
- 21 dicembre - András Schiff, pianista e direttore d'orchestra ungherese
- 21 dicembre - Betty Wright, cantautrice statunitense († 2020)
- 22 dicembre - Gregor Fisher, attore e comico scozzese
- 22 dicembre - Jann Jakobs, politico tedesco
- 22 dicembre - Yanick Lahens, scrittrice haitiana
- 22 dicembre - Matteo Salvemini, ex pugile e allenatore di pugilato italiano
- 22 dicembre - Eiji Ueda, allenatore di calcio e ex calciatore giapponese
- 23 dicembre - Richard Band, compositore statunitense
- 23 dicembre - John Callahan, attore statunitense († 2020)
- 23 dicembre - Marco Fodde, fotografo e giornalista italiano
- 23 dicembre - George Gibbs, ex calciatore inglese
- 23 dicembre - Naiqama Lalabalavu, politico figiano
- 23 dicembre - Belinda Lang, attrice britannica
- 23 dicembre - Marija Vladimirovna Romanova, russo
- 23 dicembre - Serginho Chulapa, allenatore di calcio e ex calciatore brasiliano
- 23 dicembre - Györgyi Vertetics, ex cestista ungherese
- 24 dicembre - Timothy Carhart, attore statunitense
- 24 dicembre - Marco Giusti, critico cinematografico, saggista e autore televisivo italiano
- 24 dicembre - Ricky Knight, wrestler britannico
- 24 dicembre - Vincenzo Patanè, giornalista, critico cinematografico e scrittore italiano
- 24 dicembre - Henk Rogers, imprenditore e autore di videogiochi olandese
- 24 dicembre - Adam Szal, arcivescovo cattolico polacco
- 25 dicembre - Jimmie Baker, ex cestista statunitense
- 25 dicembre - Karl-Heinz Krüger, ex pugile tedesco
- 25 dicembre - Kaarlo Maaninka, ex mezzofondista finlandese
- 25 dicembre - Massimo Meola, allenatore di calcio e ex calciatore italiano
- 25 dicembre - Bernard Minet, cantautore e attore francese
- 25 dicembre - Jürgen Röber, allenatore di calcio e ex calciatore tedesco
- 25 dicembre - Harald Undahl, ex calciatore norvegese
- 25 dicembre - Stefano Vicario, regista televisivo italiano
- 26 dicembre - Bob Bigelow, cestista statunitense († 2020)
- 26 dicembre - Eduardo Eliseo Martín, arcivescovo cattolico argentino
- 26 dicembre - Clayton Emery, scrittore e sceneggiatore statunitense
- 26 dicembre - Leonel Fernández, politico, avvocato e scrittore dominicano
- 26 dicembre - Toomas Hendrik Ilves, politico e giornalista estone
- 26 dicembre - Vladimir Lobanov, pattinatore di velocità su ghiaccio sovietico († 2007)
- 26 dicembre - Eddie Owens, ex cestista statunitense
- 26 dicembre - Steve Sisolak, politico e imprenditore statunitense
- 27 dicembre - Gina Lopez, ambientalista e filantropa filippina († 2019)
- 27 dicembre - Walter Pohl, storico austriaco
- 28 dicembre - Brian Brinkley, ex nuotatore britannico
- 28 dicembre - Richard Clayderman, pianista francese
- 28 dicembre - Inocenta Corvea, ex cestista cubana
- 28 dicembre - Alfred Eder, biatleta e fondista austriaco
- 28 dicembre - James Foley, regista statunitense († 2025)
- 28 dicembre - Tatsumi Fujinami, wrestler giapponese
- 28 dicembre - Trip Hawkins, imprenditore statunitense
- 28 dicembre - Les Riddle, ex cestista australiano
- 28 dicembre - Martha Wash, cantautrice, attrice e produttrice discografica statunitense
- 29 dicembre - Gali Atari, cantante e attrice israeliana
- 29 dicembre - Thomas Bach, dirigente sportivo e ex schermidore tedesco
- 29 dicembre - Pierluigi Bertazzo, bobbista italiano
- 29 dicembre - Emill Hagens, ex cestista olandese
- 29 dicembre - Augusto Mancinelli, chitarrista e compositore italiano († 2008)
- 29 dicembre - Matthias Platzeck, politico tedesco
- 29 dicembre - Kate Schmidt, ex giavellottista statunitense
- 29 dicembre - Joseph Vitale, scrittore e musicista statunitense
- 29 dicembre - Stanley Williams, criminale, attivista e scrittore statunitense († 2005)
- 29 dicembre - Charlayne Woodard, attrice statunitense
- 30 dicembre - Daniel Barry, ex astronauta statunitense
- 30 dicembre - Francesco Dall'Olio, allenatore di pallavolo e ex pallavolista italiano
- 30 dicembre - Diego Della Valle, imprenditore e dirigente sportivo italiano
- 30 dicembre - Kazuyo Hayashida, ex cestista giapponese
- 30 dicembre - Bill Kazmaier, sollevatore, wrestler e strongman statunitense
- 30 dicembre - Graham Vick, regista teatrale inglese († 2021)
- 30 dicembre - Meredith Vieira, giornalista e conduttrice televisiva statunitense
- 31 dicembre - Jane Badler, attrice, modella e cantante statunitense
- 31 dicembre - Yahya Ould Hademine, politico mauritano
- 31 dicembre - Michael Hedges, chitarrista statunitense († 1997)
- 31 dicembre - Ľudmila Králiková, ex cestista cecoslovacca
- 31 dicembre - Kadré Désiré Ouédraogo, diplomatico e politico burkinabé
- 31 dicembre - Rocco Palese, politico italiano
- 31 dicembre - Silvia Paternò di Spedalotto, nobildonna italiana
- 31 dicembre - James Remar, attore statunitense
- 31 dicembre - Chuckie Williams, ex cestista statunitense